# دوري آيسلندا الممتاز 1972
دوري آيسلندا الممتاز 1972 (بالآيسلندية: 1. deild karla í knattspyrnu 1972) هو الموسم 61 من  دوري آيسلندا الممتاز. أقيم خلال الفترة 28 مايو 1972 وحتى 23 سبتمبر 1972، والذي يشرف على تنظيمه اتحاد آيسلندا لكرة القدم، وكان عدد الأندية المشاركة فيه  8، وفاز فيه نادي فرام ‏.